# Sant'Andrea (Elafiti)
Sant'Andrea o Sant'Andrea in Pelago (in croato Sveti Andrija), conosciuto anche col nome di Donzella, è uno scoglio della Croazia, nell'arcipelago delle isole Elafiti. Si trova a sud dell'isola di Mezzo (a circa 3 km) e dista circa 11 km da Ragusa. È la più meridionale delle Elafiti. Lo scoglio ha una forma allungata (circa 450 m), con una superficie di 0,036 km², uno sviluppo costiero di 1,21 km e l'altezza massima di 44 m.
L'isolotto è roccioso, parzialmente ricoperto da vegetazione mediterranea e boschi di pini nella parte nord-occidentale. Popolato da diverse specie di uccelli, è stato dichiarato riserva ornitologica.
Sullo scoglio si erge un faro, fatto costruire nel 1873 dal governo austro-ungarico; è uno dei più potenti dell'Adriatico con una portata di 24 miglia marine

## Storia
I primi abitanti dell'isolotto, noto allora come Sant'Andrea de Pelago, furono i Benedettini, per i quali la famiglia Cerva (ora Crijević) di Ragusa fece costruire un monastero e la chiesa, come risulta da documenti del 1272. Nel 1416 divenne un lazzaretto per gli abitanti dell'isola di Mezzo colpiti dalla peste. Il monastero fu distrutto dal terribile terremoto del 6 aprile 1667 che distrusse anche la città di Ragusa. L'aspetto del monastero è conosciuto vagamente e i piani originali sono conservati al British Museum.
Su Sant'Andrea, nella seconda metà del XVI sec, visse il poeta raguseo Mauro Vetrani.

## La leggenda di Donzella
Il nome deriva da un racconto popolare su di una giovane morta per amore: Margherita Spoletano, nativa dell'isola di Mezzo, che attraversava ogni notte a nuoto il braccio di mare per raggiungere l'amante al convento di Sant'Andrea dove egli accendeva una lanterna per guidarla nella notte. I fratelli della ragazza, che avversavano questa relazione, la ingannarono portando una lanterna su di una barca per guidarla sempre più al largo. La giovane, stremata dallo sforzo, annegò.

### Cartografia
- (HR) Mappa topografica della Croazia 1:25000, su preglednik.arkod.hr. URL consultato il 27 febbraio 2017.
- G. Giani, Carta prospettiva delle Comuni censuarie della Dalmazia, foglio 11, 1839. Fondo Miscellanea cartografica catastale, Archivio di Stato di Trieste.
- Carta di cabottaggio del mare Adriatico, foglio XIII, Milano, Istituto geografico militare, 1822-1824. URL consultato il 17 febbraio 2017 (archiviato dall'url originale il 13 aprile 2013).